# Toni Nhleko
Nkosinathi Nhleko (24 de julho de 1979) é um ex-futebolista profissional sul-africano que atuava como atacante.

## Carreira
Toni Nhleko representou a Seleção Sul-Africana de Futebol, nas Olimpíadas de 2000. 